# Особняк Беретті (Київ)
Особняк Беретті — особняк архітектора Олександра Вікентійовича Беретті споруджений ним для себе у 1848 році у Києві за адресою: Володимирська вулиця, № 35/18.

## Історія
Садибу на розі вулиць Володимирської та Малопідвальної Олександр Беретті придбав 1846 року у дружини підпоручика колишніх польських військ Є. Маковської. У 1848 році він за власним проєктом збудував двоповерховий особняк із флігелем та службами, які розташовувалися в глиб ділянки, вздовж вулиці Малопідвальної. Будівля збудована у стилі пізнього класицизму. Стіни були потиньковані та оздоблені рустом, на горизонтальному пояску під профільованим карнизом вміщено ліплені розетки. Однаково розплановані інтер'єри: велика зала і три суміжні кімнати на кожному поверсі, включаючи мезонін. Сходи — чавунні литі. Приміщення опалювалися грубами, а в трьох кімнатах збереглися каміни з білого й чорного мармуру. У напівпідвальному приміщенні (вікна на вулицю тепер замуровано) містилися кухня, буфетна, комори. Ліворуч особняка розташовувався садок з альтанкою, на подвір'ї існувала криниця (до 1872 року, коли було прокладено водогін).
У 1858 року Олександр Беретті продав садибу колезькому асесору В. Протопопову, а у квітні 1870 року за 26 тисяч рублів сріблом його придбала дружина київського тимчасового купця 1-ї гільдії дворянка Ізабела Юліанівна Михайловська. У 1871 році нова власниця здійснила певні перебудови особняка — влаштовані важкі ліплені плафони; десюдепорти у великій залі та вітальні на другому поверсі розписав італійський художник Каміль Аліауді. На фасаді особняка був розміщений герб власника «Єліта» — на щиті у червоному полі три перехрещені золоті списи, на нашоломнику — козел. 1884 року власник, Тит Михайловський, подав у міську управу дані про садибу: площа 470 квадратних саженей (0,21 га), садочок — 135 квадратних саженей, подвір'я — 140 квадратних саженей. Михайловські володіли особняком до 1919 року, коли його було націоналізовано.
З 1921 року у будинку розміщувалися штаб міліції, потім відділок карного розшуку, інспекція з праці. 28 жовтня 1927 року особняк був переданий в користування Історичній секції Всеукраїнської академії наук. Коштом академії 1927 року будинок був відремонтований: за проєктом Василя Кричевськогом частково заново оформлені інтер'єри; перестелено паркет. Високомистецькі столярні роботи у вестибюлі, над сходами, в приміщеннях другого поверху виконано чеськими майстрами А. Криком і Ф. Мареком. Сходова клітка була розписана архаїчним орнаментом, над дверима із зали у сусіднє приміщення в техніці інтарсії виконано панно «Мамай» за проєктом Василя Кричевського його учнем Олександром Саєнком (не збереглися). При ремонті були втрачені розписи Аліауді.
До 1934 року тут містилися: на першому поверсі — бібліотека, кабінет примітивної культури і народної творчості, редакція часопису «Україна»; на другому поверсі — зала засідань, приміщення комісій — культурно-історичної, історичної пісенності, Києва й Правобережної України, старого Києва, козацтва й козацького часу; кабінет голови секції Михайла Грушевського та кафедра історії України. З 1934 року особняк належав Центральному комітету КП(б)У. Герб Михайловських було знято. З 1936 року приміщення належало Народному комісаріату внутрішніх справ СРСР.
Під час німецької окупації міста у 1942 році на старій садибі було збудовано гараж для автомобілів поліції безпеки та СД, а згодом решта подвір'я була забудована згідно з потребами Комітету державної безпеки СРСР, якому й належав будинок після війни. Нині тут міститься приймальня і бюро перепусток Служби безпеки України.
У вересні 1991 року з нагоди 125-річчя від дня народження Михайла Грушевського з ініціативи Товариства Петра Могили і Музею історії міста Києва на фасаді особняка встановлено бронзову меморіальну дошку (скульптор Георгій Пустовійт, архітектор В'ячеслав Дормідонтов).